# 赤川駅
赤川駅（あかがわえき）は、青森県むつ市赤川町にある、東日本旅客鉄道（JR東日本）大湊線の駅である。
かつては「田名部駅」を名乗り、田名部町（現むつ市）の中心部に向かう馬車軌道の起点でもあった。

## 歴史
- 1921年（大正10年）
  - 9月25日：大湊軽便線の田名部駅（たなぶえき）として開業[3]。
  - 12月14日：田名部町中心部の柳町までをつなぐ馬車軌道（田名部軌道：当駅 - 田名部町柳町）の起点が設けられる。
- 1924年（大正13年）2月11日：電報の取り扱いを開始[4]。
- 1941年（昭和16年）：大畑線開業にともなう利用減により、田名部運輸軌道（田名部軌道から改称）廃止[5]。
- 1948年（昭和23年）12月1日：赤川駅に改称[1]。
- 1963年（昭和38年）10月31日：電報の取り扱いを廃止[6]。
- 1972年（昭和47年）3月15日：荷物を廃止[7]。旅客の取り扱いについては無人化[8]。
- 1974年（昭和49年）3月1日：専用線発着の車扱貨物を廃止[9]。
- 1987年（昭和62年）4月1日：国鉄分割民営化により、東日本旅客鉄道の駅となる[9]。
- 2024年（令和6年）10月1日：えきねっとQチケのサービスを開始[2][10]。

## 駅構造
単式ホーム1面1線を有する地上駅である。一見、直線の線路の真ん中に駅ホームがあるように見えるが、駅の部分で線路がホームに近づく配線をしている。
青森駅管理の無人駅である。

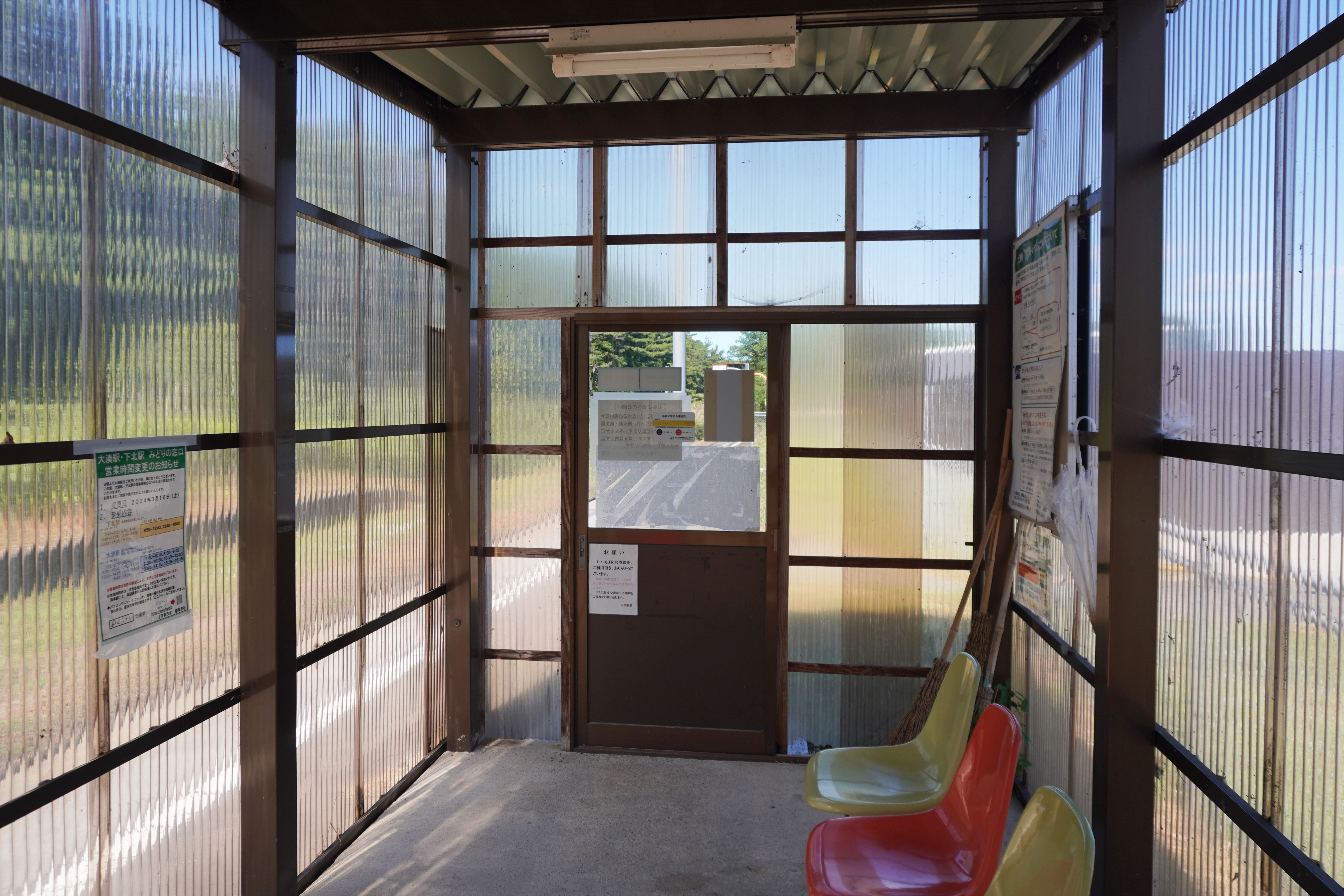
待合室（2024年9月）
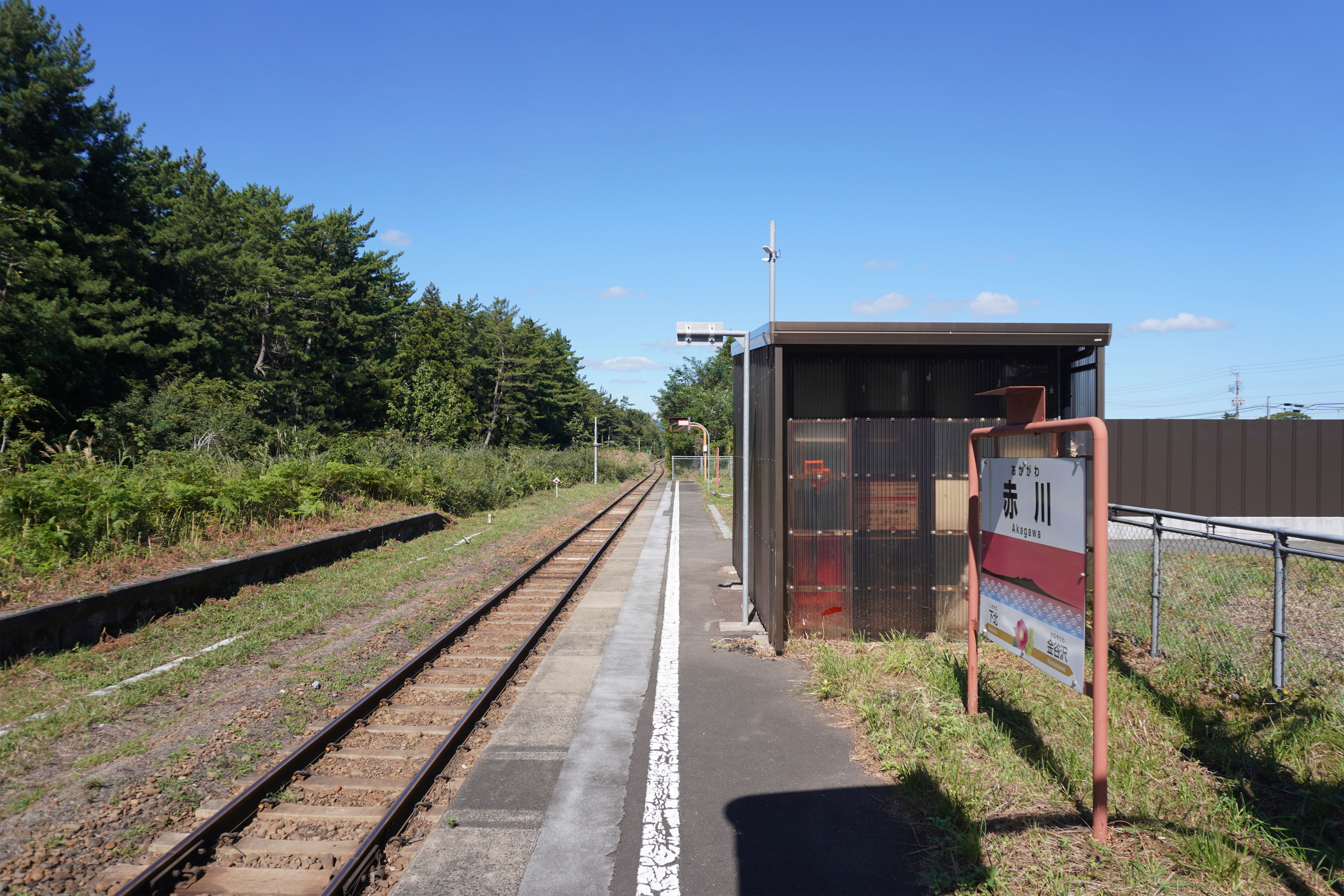
ホーム（2024年9月）

## 駅周辺
- 国道279号
- 青森県道176号赤川下北停車場線
- 青森県道271号赤川停車場線
- 大湊湾（陸奥湾の内湾）

## 隣の駅
東日本旅客鉄道（JR東日本）
■大湊線
□快速「しもきた」
通過
■普通
金谷沢駅 - 赤川駅 - 下北駅